# Новоалександровка (Казанковский район)
Новоалександровка (укр. Новоолександрівка) — село в Казанковском районе Николаевской области Украины.
Основано в 1921 году. Население по переписи 2001 года составляло 58 человек. Почтовый индекс — 56030. Телефонный код — 5164.

## Местный совет
56030, Николаевская обл., Казанковский р-н, с. Весёлая Балка, ул. Мира, 4